# Svenn Stray

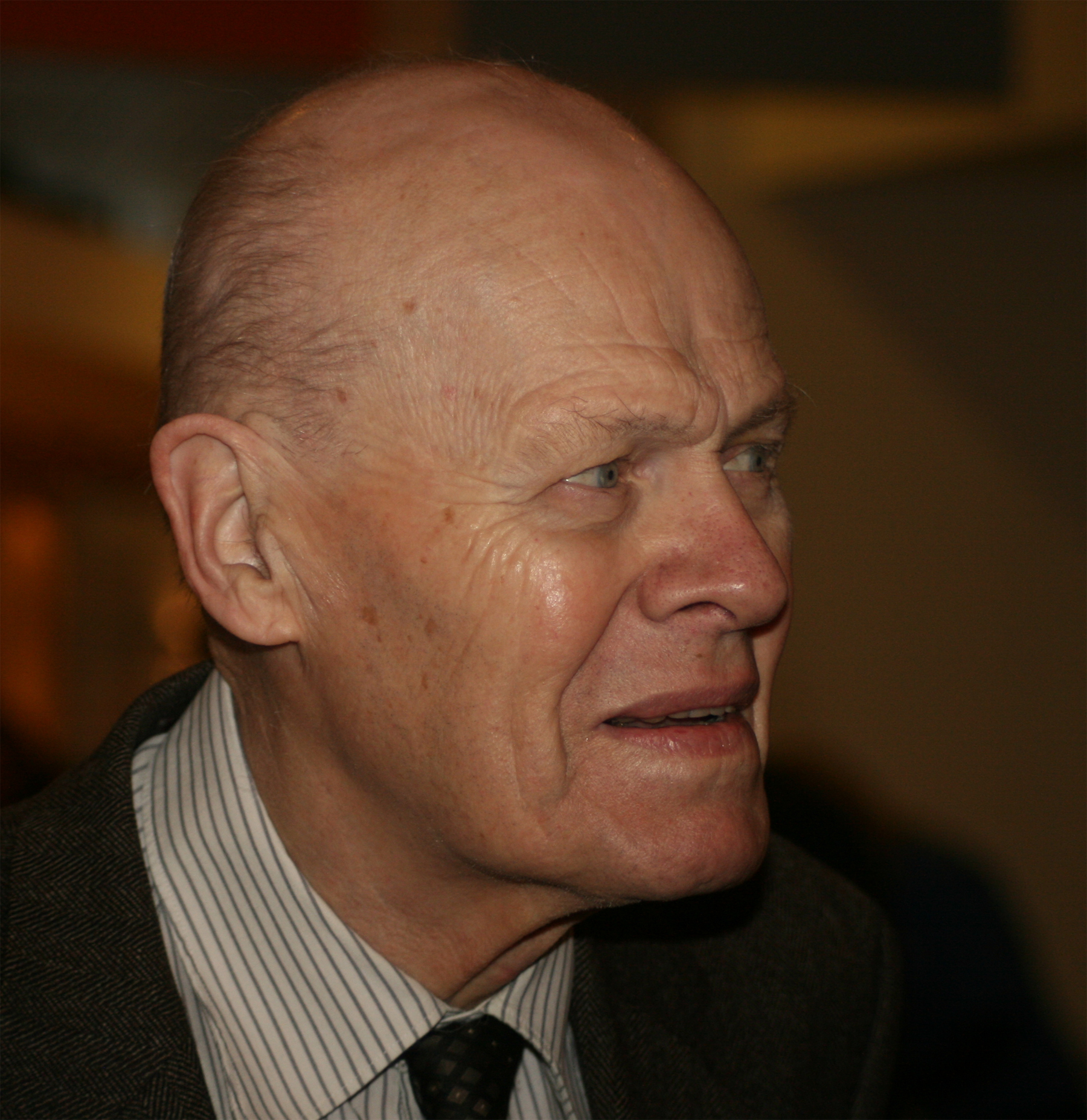
Sven Stray w 2009

Svenn Thorkild Stray (ur. 11 lutego 1922 w Arendal, zm. 20 maja 2012 w Moss) – norweski polityk, działacz partii Høyre.
Od 1958 do 1985 pełnił mandat deputowanego do Stortingu. W latach 1962–1970 zajmował stanowisko I wiceprzewodniczącego Høyre, od 1965 do 1970 również przewodniczącego frakcji parlamentarnej tej partii. Dwukrotnie był ministrem spraw zagranicznych (1970–1971, 1981–1986). W latach 1973–1981 sprawował funkcję wiceprzewodniczącego Stortingu.